# Franco Briolini
Franco Briolini (Albino, 29 maggio 1908 – Arnautowo, 26 gennaio 1943) è stato un militare italiano insignito della medaglia d'oro al valor militare alla memoria nel corso della seconda guerra mondiale.

## Biografia
Nacque a Albino, provincia di Bergamo, il 29 maggio 1908.  Conseguito il diploma di ragioniere andò a lavorare come impiegato di banca, e nel 1928 fu chiamato a prestare servizio militare di leva nel Regio Esercito ammesso a frequentare il corso allievi ufficiali di complemento presso la Scuola di Milano. Nell'aprile 1929 fu nominato sottotenente dell'arma di fanteria, specialità alpini, in forza al 7º Reggimento alpini venendo posto in congedo nell'ottobre 1929. Fu richiamato in servizio attivo, con il grado di tenente, all'atto della dichiarazione di guerra a Francia e Gran Bretagna, il 10 giugno 1940, ed assegnato al battaglione alpini "Val Camonica" del 5º Reggimento alpini, con cui combatté dall'11 al 25 giugno 1940 sul fronte alpino occidentale. Smobilitato il battaglione alpini "Val Camonica" passò al V Battaglione complementi con il quale parti nel gennaio 1941 per l'Albania per combattere sul fronte greco-albanese. Rientrato in Italia nel luglio 1941 con il grado di capitano, l’anno successivo, al comando della 29ª Compagnia del battaglione alpini "Tirano" raggiungeva in Unione Sovietica il CSIR. Cadde in combattimento ad Arnautowo, nel corso della seconda battaglia difensiva del Don, il 26 gennaio 1943, e fu successivamente insignito della medaglia d'oro al valor militare alla memoria.